# Hiroyuki Kondō
Hiroyuki Kondō (近藤廣行?, Kondō Hiroyuki; Giappone, ...) è un regista e dirigente d'azienda giapponese noto per i suoi videoclip musicali..

## Biografia
Lavora tramite la sua stessa agenzia VISUAL TRAP che si occupa di promozione musicale: dal 1995, anno della fondazione, Kondō ha diretto quasi 100 videoclip, oltre a diversi spot pubblicitari ed un film con protagonista il cantante miyavi, Oresama.

## Filmografia parziale

### Film
- 2003 - Oresama

### Videoclip
- 1996 - LINDBERG: Green eyed Monster
- 1997 - Kill=slayd: Krank
- 1998 - MIRAGE: Risk en Eve
- 1999 - La'Mule: Kekkai
- 2000 - Dir en grey: 【KR】cube
- 2001 - Due'le quartz: Re:plica
- 2002 - miyavi: POP is dead
- 2003 - Plastic Tree: Mizuiro girlfriend
- 2004 - the GazettE: No.[666]
- 2005 - D: Mayutsuki no hitsugi
- 2006 - Vidoll: Chocoripeyes
- 2007 - D'espairsRay: TRICKSTeR
- 2008 - the studs: Creepy Crawly
- 2009 - Mucc: Sora to ito
- 2010 - ALI PROJECT: Zekkoku TEMPEST
- 2011 - Nightmare: VERMILION.
- 2012 - MERRY: Fukurō
- 2013 - Yuko Suzuhana with Wagakki Band: Tengaku